# رامل کاری
رامل کاری (انگلیسی: Ramel Curry؛ زادهٔ ۱۷ آوریل ۱۹۸۰) بازیکن بسکتبال اهل ایالات متحده آمریکا است.

## حرفه
از باشگاه‌هایی که در آن بازی کرده‌است می‌توان به آستین توروس و باشگاه بسکتبال پاناتینایکوس اشاره کرد.